# Duża Synagoga w Zabrzu

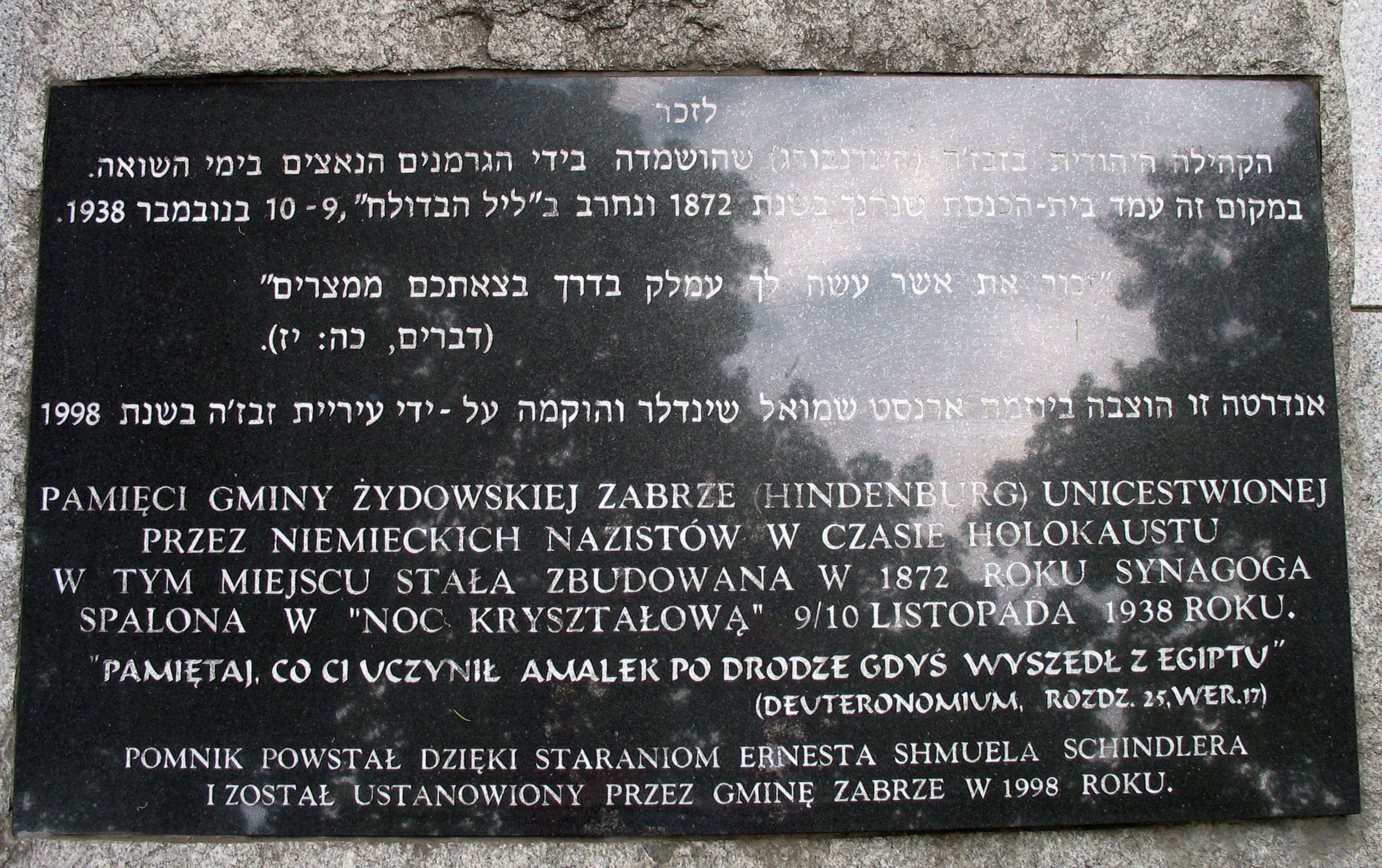
Tablica na pomniku

Duża Synagoga w Zabrzu – nieistniejąca synagoga znajdująca się w Zabrzu w dzielnicy Małe Zabrze, przy dzisiejszej ulicy Brysza.

## Historia i wygląd
Synagoga została zbudowana w latach 1871–1872. W 1898 roku została znacznie przebudowana i powiększona. Podczas nocy kryształowej, z 9 na 10 listopada 1938 roku, bojówki hitlerowskie spaliły synagogę. Po zakończeniu II wojny światowej nie została odbudowana.
Murowany budynek synagogi wzniesiono na planie prostokąta, w stylu mauretańsko-neoromańskim. Do wnętrza wiodły trzy wejścia łukowe, podwyższone piedestałami schodowymi. Fasadę główną wieńczyły tablice Dekalogu. We wnętrzu w zachodniej części znajdował się przedsionek, z którego wchodziło się do głównej sali modlitewnej, którą z trzech stron obiegały galerie dla kobiet. W sali głównej znajdowało się 300 miejsc siedzących.
Obecnie na miejscu gdzie stała synagoga znajduje się, odsłonięta w 1998 roku granitowa bryła z tablicą pamiątkową. Pomnik powstał dzięki staraniom i ofiarności Ernesta Shmuela Schindlera.
Treść w językach polskim i hebrajskim brzmi: "Pamięci Gminy Żydowskiej Zabrze (Hindenburg) unicestwionej przez niemieckich nazistów w czasie Holocaustu. W tym miejscu stała zbudowana w 1872 roku synagoga spalona w "Noc Kryształową" 9/10 listopada 1938 roku".